# Élections législatives de 1889 dans le Finistère
Les élections législatives  dans le Finistère ont lieu les dimanche 22 septembre 1889 et 6 octobre 1889. Elles ont pour but d'élire les députés représentant le département à la Chambre des députés pour un mandat de quatre années.

## Députés sortants
| Députés | Députés                    | Parti     | Fonctions lors de l'élection en 1885                                                          |
| ------- | -------------------------- | --------- | --------------------------------------------------------------------------------------------- |
|         | Louis de Kersauson         | Royaliste | Ancien conseiller général de Lanmeur. Officier, Propriétaire agricole.                        |
|         | Charles-Émile Freppel *    | Royaliste | Évêque d'Angers.                                                                              |
|         | Émile de Kermenguy *       | Royaliste | Conseiller général de Plouzévédé, maire de Cléder. Propriétaire agricole.                     |
|         | Gaston Conen de Saint-Luc  | Royaliste | Conseiller général de Plogastel-Saint-Germain. Propriétaire agricole.                         |
|         | Jean Chevillotte           | Royaliste | Ancien conseiller municipal de Brest. Président de la Chambre de commerce de Brest. Armateur. |
|         | Étienne Roussin            | Royaliste | Ancien conseiller général de Fouesnant, maire de Plomelin. Ingénieur.                         |
|         | Henri de Legge             | Royaliste | Ancien conseiller général de Pleyben, maire de Gouézec. Officier, Propriétaire agricole.      |
|         | Joseph-Marie Boucher       | Royaliste | Ancien conseiller général de Landerneau. Notaire.                                             |
|         | Paul de Saisy de Kerampuil | Royaliste | Ancien conseiller général de Carhaix, maire de Plouguer. Officier.                            |
|         | Léon Lorois                | Royaliste | Ancien conseiller général de Quimperlé. Consul, Propriétaire agricole.                        |

## Mode de scrutin
Le mode de scrutin change pour ces élections, avec un retour au système utilisé de 1876 à 1881. En 1885 les députés ont été élus selon un scrutin de liste.
L'élection se fait donc au scrutin d'arrondissement, soit un mode uninominal majoritaire à deux tours. 
La circonscription pour l'élection est l'arrondissement. 
Le scrutin est individuel, chaque arrondissement élisant un député. 
Les arrondissements qui ont plus de cent mille habitants sont divisés. Dans ce cas on élit un député par circonscription électorale crée.
Le découpage existant de 1876 à 1881 est repris sauf pour l'arrondissement de Morlaix où le canton de Taulé et celui de Sizun changent de circonscription.
Seul l'arrondissement de Quimperlé n'est pas divisé. Celui de Brest est séparé en trois circonscriptions, ceux de Quimper, Châteaulin et Morlaix en deux.
L'article 18 précise qu'il faut réunir pour être élu au premier tour :
1. La majorité absolue des suffrages exprimés ;
2. Un nombre de suffrages égal au quart des électeurs inscrits.

Au deuxième tour la majorité relative suffit. En cas d'égalité c'est le plus âgé qui est élu.

## Résultats

### Arrondissement de Brest

#### 1recirconscription
Brest-1 regroupe les cantons de Brest-1, Brest-2 et Brest-3.
| Candidats      | Candidats              | Étiquette                            | Premier tour | Premier tour | Deuxième tour | Deuxième tour |
| Candidats      | Candidats              | Étiquette                            | Voix         | %            | Voix          | %             |
| -------------- | ---------------------- | ------------------------------------ | ------------ | ------------ | ------------- | ------------- |
|                | Joseph de Gasté        | Républicain catholique-Révisionniste | 5 308        | 46,42        | 6 891         | 63,40         |
|                | Robert-Héristel Gestin | Opportuniste-Radical                 | 4 041        | 35,34        | 3 965         | 36,48         |
|                | Jean Chevillotte (*)   | Royaliste                            | 2 039        | 17,83        |               |               |
|                |                        |                                      |              |              |               |               |
| Inscrits       | Inscrits               | Inscrits                             | 21 729       | 100,00       | 21 729        | 100,00        |
| Votants        | Votants                | Votants                              | 11 492       | 52,89        | 10 900        | 50,16         |
| Abstention     | Abstention             | Abstention                           | 10 237       | 47,11        | 10 829        | 49,84         |
| Blancs et nuls | Blancs et nuls         | Blancs et nuls                       | 58           | 0,50         | 31            | 0,28          |
| Exprimés       | Exprimés               | Exprimés                             | 11 434       | 99,450       | 10 869        | 99,72         |

*sortant

#### 2ecirconscription
Brest-2 regroupe les cantons de Daoulas, Ploudiry, Landerneau, Plabennec.
| Candidats      | Candidats                | Étiquette      | Premier tour | Premier tour |
| Candidats      | Candidats                | Étiquette      | Voix         | %            |
| -------------- | ------------------------ | -------------- | ------------ | ------------ |
|                | Joseph-Marie Boucher (*) | Royaliste      | 6 415        | 52,95        |
|                | Armand Rousseau          | Opportuniste   | 5 701        | 47,95        |
|                |                          |                |              |              |
| Inscrits       | Inscrits                 | Inscrits       | 16 339       | 100,00       |
| Votants        | Votants                  | Votants        | 12 135       | 74,27        |
| Abstention     | Abstention               | Abstention     | 4 204        | 25,73        |
| Blancs et nuls | Blancs et nuls           | Blancs et nuls | 19           | 0,16         |
| Exprimés       | Exprimés                 | Exprimés       | 12 116       | 99,84        |

*sortant

#### 3ecirconscription
Brest-3 regroupe les cantons de Saint-Renan, Ouessant, Ploudalmézeau, Lannilis et Lesneven.
Jules Glaizot renonce à se présenter.
| Candidats      | Candidats               | Étiquette      | Premier tour | Premier tour |
| Candidats      | Candidats               | Étiquette      | Voix         | %            |
| -------------- | ----------------------- | -------------- | ------------ | ------------ |
|                | Charles-Émile Freppel * | Royaliste      | 11 506       | 94,86        |
|                | Jules Glaizot           | Opportuniste   |              |              |
|                |                         |                |              |              |
| Inscrits       | Inscrits                | Inscrits       | 17 280       | 100,00       |
| Votants        | Votants                 | Votants        | 12 129       | 70,19        |
| Abstention     | Abstention              | Abstention     | 5 151        | 29,81        |
| Blancs et nuls | Blancs et nuls          | Blancs et nuls | 581          | 4,79         |
| Exprimés       | Exprimés                | Exprimés       | 11 548       | 95,21        |

*sortant

### Arrondissement de Châteaulin

#### 1recirconscription
Chateaulin-1 regroupe les cantons de Crozon, Châteaulin, Faou et Pleyben.
| Candidats      | Candidats           | Étiquette             | Premier tour | Premier tour |
| Candidats      | Candidats           | Étiquette             | Voix         | %            |
| -------------- | ------------------- | --------------------- | ------------ | ------------ |
|                | Jean-Paul Le Borgne | Opportuniste          | 7 165        | 56,75        |
|                | Henri de Legge (*)  | Royaliste-Boulangiste | 5 461        | 43,25        |
|                |                     |                       |              |              |
| Inscrits       | Inscrits            | Inscrits              | 16 831       | 100,00       |
| Votants        | Votants             | Votants               | 12 641       | 75,11        |
| Abstention     | Abstention          | Abstention            | 4 190        | 24,89        |
| Blancs et nuls | Blancs et nuls      | Blancs et nuls        | 15           | 0,12         |
| Exprimés       | Exprimés            | Exprimés              | 12 626       | 99,88        |

*sortant

#### 2ecirconscription
Chateaulin-2 regroupe les cantons de Carhaix, Châteauneuf-du-Faou et Huelgoat.
| Candidats      | Candidats      | Étiquette      | Premier tour | Premier tour |
| Candidats      | Candidats      | Étiquette      | Voix         | %            |
| -------------- | -------------- | -------------- | ------------ | ------------ |
|                | Joseph Guéguen | Opportuniste   | 5 515        | 58,11        |
|                | René de Kerret | Royaliste      | 3 975        | 41,89        |
|                |                |                |              |              |
| Inscrits       | Inscrits       | Inscrits       | 12 835       | 100,00       |
| Votants        | Votants        | Votants        | 9 515        | 74,13        |
| Abstention     | Abstention     | Abstention     | 3 320        | 25,87        |
| Blancs et nuls | Blancs et nuls | Blancs et nuls | 25           | 0,26         |
| Exprimés       | Exprimés       | Exprimés       | 9 490        | 99,74        |

### 1recirconscription
Morlaix-1 regroupe les cantons de Morlaix, Lanmeur, Plouigneau, Saint-Thégonnec et Sizun.
| Candidats      | Candidats              | Étiquette      | Premier tour | Premier tour |
| Candidats      | Candidats              | Étiquette      | Voix         | %            |
| -------------- | ---------------------- | -------------- | ------------ | ------------ |
|                | Jean-Marie Clech       | Opportuniste   | 8 528        | 61,75        |
|                | Louis de Kersauson (*) | Royaliste      | 5 282        | 38,25        |
|                |                        |                |              |              |
| Inscrits       | Inscrits               | Inscrits       | 19 829       | 100,00       |
| Votants        | Votants                | Votants        | 13 915       | 70,18        |
| Abstention     | Abstention             | Abstention     | 5 914        | 29,83        |
| Blancs et nuls | Blancs et nuls         | Blancs et nuls | 105          | 0,75         |
| Exprimés       | Exprimés               | Exprimés       | 13 810       | 99,25        |

*sortant

#### 2ecirconscription
Morlaix-2 regroupe les cantons de Taulé, Landivisiau, Plouescat, Plouzévédé et Saint-Pol-de-Léon.
| Candidats      | Candidats                    | Étiquette      | Premier tour | Premier tour |
| Candidats      | Candidats                    | Étiquette      | Voix         | %            |
| -------------- | ---------------------------- | -------------- | ------------ | ------------ |
|                | Émile de Kermenguy (*)       | Royaliste      | 10 408       | 76,29        |
|                | Édouard Lacaze de Kerguvelen | Opportuniste   | 3 234        | 23,71        |
|                |                              |                |              |              |
| Inscrits       | Inscrits                     | Inscrits       | 16 465       | 100,00       |
| Votants        | Votants                      | Votants        | 13 721       | 83,33        |
| Abstention     | Abstention                   | Abstention     | 2 744        | 16,67        |
| Blancs et nuls | Blancs et nuls               | Blancs et nuls | 79           | 0,58         |
| Exprimés       | Exprimés                     | Exprimés       | 13 642       | 99,42        |

*sortant

### Arrondissement de Quimper

#### 1recirconscription
Quimper-1 regroupe les cantons de Quimper, Fouesnant, Briec et Concarneau.
| Candidats      | Candidats           | Étiquette                | Premier tour | Premier tour |
| Candidats      | Candidats           | Étiquette                | Voix         | %            |
| -------------- | ------------------- | ------------------------ | ------------ | ------------ |
|                | Louis Hémon         | Opportuniste             | 6 954        | 59,25        |
|                | Bernard de Grilleau | Boulangiste-Bonapartiste | 4 782        | 40,75        |
|                |                     |                          |              |              |
| Inscrits       | Inscrits            | Inscrits                 | 15 137       | 100,00       |
| Votants        | Votants             | Votants                  | 11 782       | 77,84        |
| Abstention     | Abstention          | Abstention               | 3 355        | 22,16        |
| Blancs et nuls | Blancs et nuls      | Blancs et nuls           | 46           | 0,39         |
| Exprimés       | Exprimés            | Exprimés                 | 11 736       | 99,61        |

#### 2ecirconscription
Quimper-2 regroupe les cantons de Douarnenez, Pont-Croix, Plogastel-Saint-Germain et Pont-l'Abbé.
| Candidats      | Candidats            | Étiquette                | Premier tour | Premier tour | Deuxième tour | Deuxième tour |
| Candidats      | Candidats            | Étiquette                | Voix         | %            | Voix          | %             |
| -------------- | -------------------- | ------------------------ | ------------ | ------------ | ------------- | ------------- |
|                | Sélim Cosmao-Dumenez | Républicain libéral      | 8 219        | 49,30        | 8 949         | 50,64         |
|                | Georges Derrien      | Boulangiste-Bonapartiste | 8 165        | 48,98        | 8 675         | 49,09         |
|                | Auguste Alavoine     | Radical-Révisionniste    | 189          | 1,13         |               |               |
|                |                      |                          |              |              |               |               |
| Inscrits       | Inscrits             | Inscrits                 | 23 128       | 100,00       | 23 128        | 100,00        |
| Votants        | Votants              | Votants                  | 16 691       | 72,17        | 17 699        | 76,53         |
| Abstention     | Abstention           | Abstention               | 6 437        | 27,83        | 5 429         | 23,47         |
| Blancs et nuls | Blancs et nuls       | Blancs et nuls           | 20           | 0,12         | 26            | 0,15          |
| Exprimés       | Exprimés             | Exprimés                 | 16 671       | 99,88        | 17 673        | 99,85         |

### Arrondissement de Quimperlé
Quimperlé regroupe l'ensemble des cantons de l'arrondissement de Quimperlé.
Léon Lorois s'est retiré avant le scrutin.
| Candidats      | Candidats        | Étiquette                  | Premier tour | Premier tour |
| Candidats      | Candidats        | Étiquette                  | Voix         | %            |
| -------------- | ---------------- | -------------------------- | ------------ | ------------ |
|                | James de Kerjégu | Républicain libéral-Rallié | 7 566        | 94,15        |
|                | Léon Lorois      | Royaliste                  |              |              |
|                |                  |                            |              |              |
| Inscrits       | Inscrits         | Inscrits                   | 13 871       | 100,00       |
| Votants        | Votants          | Votants                    | 8 036        | 57,93        |
| Abstention     | Abstention       | Abstention                 | 5 835        | 42,07        |
| Blancs et nuls | Blancs et nuls   | Blancs et nuls             | 388          | 4,83         |
| Exprimés       | Exprimés         | Exprimés                   | 7 648        | 95,17        |

## Députés élus
| Députés | Députés                 | Parti                                | Fonctions lors de l'élection en 1889                                      |
| ------- | ----------------------- | ------------------------------------ | ------------------------------------------------------------------------- |
|         | Louis Hémon             | Opportuniste                         | Ancien député, conseiller général de Fouesnant Avocat.                    |
|         | Joseph Guéguen          | Opportuniste                         | Ancien député, conseiller général de Châteauneuf-du-Faou. Greffier.       |
|         | Jean-Paul Le Borgne     | Opportuniste                         | Conseiller général et maire de Pleyben. Médecin.                          |
|         | Jean-Marie Clech        | Opportuniste                         | Ancien député, conseiller général et maire de Lanmeur. Médecin.           |
|         | Sélim Cosmao-Dumenez    | Républicain libéral                  | Conseiller général du Pont-l'Abbé. Médecin.                               |
|         | Joseph de Gasté         | Républicain catholique-Révisionniste | Ancien député, Ingénieur de marine.                                       |
|         | James de Kerjégu        | Républicain libéral-Rallié           | Conseiller général du Scaër. Diplomate.                                   |
|         | Joseph-Marie Boucher    | Royaliste                            | Ancien conseiller général de Landerneau. Notaire.                         |
|         | Charles-Émile Freppel * | Royaliste                            | Évêque d'Angers.                                                          |
|         | Émile de Kermenguy *    | Royaliste                            | Conseiller général de Plouzévédé, maire de Cléder. Propriétaire agricole. |